# Giorgi Kwirikaszwili
Giorgi Kwirikaszwili (gruz. გიორგი კვირიკაშვილი; ur. 20 lipca 1967 w Tbilisi) – gruziński polityk, w latach 2012–2015 minister gospodarki i zrównoważonego rozwoju, od 1 września do 30 grudnia 2015 minister spraw zagranicznych, od 26 lipca 2013 do 30 grudnia 2015 wicepremier, od 30 grudnia 2015 do 20 czerwca 2018 premier Gruzji.

## Życiorys
Giorgi Kwirikaszwili urodził się w Tbilisi. W latach 1986–1988 odbył zasadniczą służbę wojskową. W 1991 roku ukończył studia na Akademii Medycznej w Tbilisi, otrzymując dyplom z medycyny wewnętrznej. Studiował też na Tbiliskim Uniwersytecie Państwowym w Tbilisi, gdzie w 1995 roku uzyskał dyplom z ekonomii. W 1998 roku ukończył studia na Uniwersytecie w Illinois, uzyskując tytuł magistra finansów.
25 października 2012 po wygranych przez partię Gruzińskie Marzenie wyborach parlamentarnych, został powołany na stanowisko ministra gospodarki i zrównoważonego rozwoju w rządzie Bidziny Iwaniszwilego. 26 lipca 2013 dodatkowo został powołany na urząd wicepremiera. 2 listopada 2013 premier Bidzina Iwaniszwili ogłosił, że zrezygnuje ze stanowiska premiera Gruzji i zastąpi go dotychczasowy minister spraw wewnętrznych Irakli Garibaszwili. 20 listopada 2013 został zaprzysiężony rząd Garibaszwilego, gdzie Kwirikaszwili pozostał na stanowiskach wicepremiera i ministra z poprzedniego rządu. Urząd ministra gospodarki sprawował do 1 września 2015, kiedy to został powołany przez premiera Garibaszwiliego na stanowisko szefa resortu spraw zagranicznych.
23 grudnia 2015 w wystąpieniu telewizyjnym premier Irakli Garibaszwili ogłosił swoją dymisję. Giorgi Kwirikaszwili został mianowany do objęcia funkcji szefa rządu. 30 grudnia 2015 gruziński parlament udzielił mu wotum zaufania.

## Życie prywatne
Giorgi Kwirikaszwili jest żonaty. Ma czworo dzieci.